# J'aurais jamais dû croiser son regard
Pour plus de détails, voir Fiche technique et Distribution.
J'aurais jamais dû croiser son regard est un film français réalisé par Jean-Marc Longval, sorti en 1989.

## Synopsis
Bambi est un jeune garçon qui mène une vie de filou avec son ami Lucky mais un jour, il fait la connaissance de Zoé, qui va bousculer le cours de sa vie.

## Fiche technique
- Titre français : J'aurais jamais dû croiser son regard
- Réalisation : Jean-Marc Longval
- Photographie : Jean-Claude Larrieu
- Musique : Jacques Davidovici
- musique  dans le film : Child in time- Deep Purple
- Pays d'origine :  France
- Date de sortie : 1989

## Distribution
- Smaïn : Bambi
- Nathalie Cardone : Zoé
- Luc Thuillier : Lucky
- Marie Caries : Chupa
- Philippe Chambon : Pampers
- Hélène de Saint-Père : Peps
- Marius Colucci : Snoopy
- Jacno : Daniel
- Philippe Faure : Torpille
- Clément Harari : Max
- Valérie Leboutte : Lovely Rita
- François Toumarkine